# Список глав правительства Румынии
Список глав правительства Румынии включает лиц, возглавлявших правительства в Румынии, в том числе правительства периода объединения Дунайских княжеств ().
В настоящее время премьер-министр Румынии (рум. Prim-ministru al României) назначается Президентом Румынии после одобрения его кандидатуры обеими палатами парламента.
До 18 января [1 февраля] 1919 года, когда Румыния перешла на григорианский календарь, также приведены юлианские даты.
Несмотря на преобладающее использование кириллического алфавита в XIX веке написание румынских имён последовательно приводится с использованием современного латинизированного румынского алфавита, что обусловлено большим количеством разных форм валахо-молдавской азбуки и нескольких реформ румынской латиницы и молдавской кириллицы, не позволяющих без надёжных источников установить применимое в конкретных случаях историческое написание имён, при этом в документах обычно использовался русский гражданский шрифт того времени с постепенным внедрением латинского написания.
Использованная в первом столбце таблиц цифровая или буквенная нумерация является условной; также условным является использование в первом столбце цветовой заливки, служащей для упрощения восприятия принадлежности лиц к различным политическим силам без необходимости обращения к столбцу, отражающему партийную принадлежность. Наряду с партийной принадлежностью, в столбце «Партия» также отражён внепартийный (независимый) статус персоналий или их принадлежность к вооружённым силам, если они играли самостоятельную политическую роль. В таблицах в столбце «Выборы» отражены состоявшиеся выборные процедуры или другие основания исполнения полномочий. Для удобства список разделён на принятые в историографии периоды истории страны. Приведённые в преамбулах к каждому из разделов описания этих периодов призваны пояснить особенности политической жизни.

## Объединение Дунайских княжеств

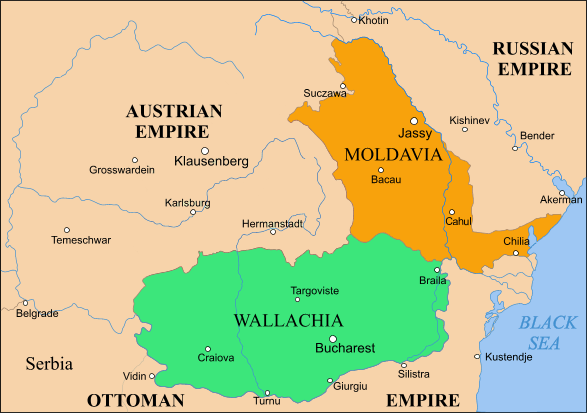
Дунайские княжества после Парижского договора 1856 года

Первым этапом создания румынского государства стал процесс объединения Дунайских княжеств в 1858—1862 годах, ставший возможным по Парижскому мирному договору 1856 года, которым Молдова (рум. Principatul Moldovei, «молдавское княжество») и Валахия (рум. Țara Românească, «румынская страна») были переданы под совместную опеку Османской империи и Конгресса великих держав (Соединённого королевства, второй французской империи, Сардинии, Австрийской империи, Пруссии и, декларативно, Российской империи).
Переговоры между державами, выступающими сторонниками и противниками объединения княжеств, привели к утверждению их минимального союза, при котором должны были быть избраны два правителя в Бухаресте и Яссах с созданием своих для каждого княжества законодательных и исполнительных органов (с единым законодательным органом в Фокшани для решения вопросов, представляющих общий интерес). Воспользовавшись двусмысленностью текстов договорённостей, которые не препятствовали одному лицу быть избранным господарем (домнитором, рум. Domnitor) на обоих престолах, Александру Иоан Куза 24 декабря 1858 [5 января 1859] года был избран правителем Молдовы и 12 [24] января 1859 года — правителем Валахии, объединив их личной унией.
22 ноября [4 декабря] 1861 года Порта своим фирманом утвердила политическое и административное объединение княжеств как вассального государства в составе империи. В Соединённых княжествах Молдовы и Валахии (рум. Principatele Unite ale Moldovei și Țării Românești) 22 января [3 февраля] 1862 года было создано единое правительство.

### Молдавское княжество (1859—1862)
Став господарем Молдавского княжества (рум. Principatul Moldovei, тур. Boğdan Prensliği), Александру Иоан Куза назначил в его столице Яссах Совет министров (рум. Consiliul Miniștrilor). Его президентами (рум. Președintele Consiliului de Miniștri) с 5 [17] января 1859 года по 22 января [3 февраля] 1862 года были шесть политиков.
|        | Портрет | Имя (годы жизни)                                                             | Полномочия                | Полномочия                 | Пр.                  |
| Начало | Портрет | Имя (годы жизни)                                                             | Окончание                 |                            | Пр.                  |
| ------ | ------- | ---------------------------------------------------------------------------- | ------------------------- | -------------------------- | -------------------- |
| М1     |         | Василе Константин Стурдза (1810—1870) рум. Vasile Constantin Sturdza         | 5 [17] января 1859        | 22 февраля [6 марта] 1859  | [ 12 ] [ 13 ]        |
| М2     |         | Ион Димитрие Гика (1816—1897) рум. Ion Dimitrie Ghica                        | 22 февраля [6 марта] 1859 | 15 [27] апреля 1859        | [ 14 ] [ 15 ] [ 16 ] |
| М3     |         | Эманоил Костаке Йоан Епуряну (1823—1880) рум. Emanoil Costache Ioan Epureanu | 15 [27] апреля 1859       | 18 [30] апреля 1860        | [ 17 ] [ 18 ] [ 19 ] |
| М4     |         | Михаил Илие Когэлничану (1817—1891) рум. Mihail Ilie Kogălniceanu            | 18 [30] апреля 1860       | 5 [17] января 1861         | [ 20 ] [ 21 ] [ 22 ] |
| М5     |         | Анастасие Панайотаке Пану (1810—1867) рум. Anastasie Panaiotache Panu        | 18 [30] апреля 1860       | 5 [17] января 1861         | [ 23 ] [ 24 ]        |
| М6     |         | Александру Константин Морузи (1805—1873) рум. Alexandru Constantin Moruzi    | 5 [17] января 1861        | 22 января [3 февраля] 1862 | [ 25 ] [ 26 ]        |

### Валашское княжество (1859—1862)
Став господарем Валашского княжества (рум. Țara Românească, «румынская страна», тур. Eflak Prensliği, неофициально тур. Eflak Voyvodalığı), Александру Иоан Куза назначил в его столице Бухаресте Совет министров (рум. Consiliul Miniștrilor). Его президентами (рум. Președintele Consiliului de Miniștri) с 13 [25] января 1859 года по 22 января [3 февраля] 1862 года были девять политиков.
|                                                                          | Портрет | Имя (годы жизни)                                                                  | Полномочия                    | Полномочия                    | Пр.                  |
| Начало                                                                   | Портрет | Имя (годы жизни)                                                                  | Окончание                     |                               | Пр.                  |
| ------------------------------------------------------------------------ | ------- | --------------------------------------------------------------------------------- | ----------------------------- | ----------------------------- | -------------------- |
| В1                                                                       |         | Йоан Александру Филипеску (1811—1863) рум. Ioan Alexandru Filipescu               | 13 [25] января 1859           | 22 февраля [6 марта] 1859     | [ 27 ] [ 28 ]        |
| В2                                                                       |         | Константин Александру Крецулеску (1809—1884) рум. Constantin Alexandru Crețulescu | 22 февраля [6 марта] 1859     | 25 августа [6 сентября] 1859  | [ 29 ] [ 30 ]        |
| В3                                                                       |         | Николае Александру Крецулеску (1812—1900) рум. Nicolae Alexandru Crețulescu       | 25 августа [6 сентября] 1859  | 29 сентября [11 октября] 1859 | [ 31 ] [ 32 ]        |
| В4                                                                       |         | Йон Димитрие Гика (1816—1897) рум. Ion Dimitrie Ghica                             | 29 сентября [11 октября] 1859 | 16 [28] мая 1860              | [ 14 ] [ 15 ] [ 16 ] |
| В5                                                                       |         | Николае Константин Голеску (1810—1877) рум. Nicolae Constantin Golescu            | 16 [28] мая 1860              | 1 [13] июля 1860              | [ 33 ] [ 34 ]        |
| В6                                                                       |         | Эманоил Костаке Йоан Епуряну (1823—1880) рум. Emanoil Costache Ioan Epureanu      | 1 [13] июля 1860              | 5 [17] апреля 1861            | [ 17 ] [ 18 ] [ 19 ] |
| должность вакантна с 5 [17] апреля 1861 года до 18 [30] апреля 1861 года |         |                                                                                   |                               |                               |                      |
| В7                                                                       |         | Барбу Штефан Катарджу (1807—1862) рум. Barbu Ştefan Catargiu                      | 18 [30] апреля 1861           | 30 апреля [12 мая] 1861       | [ 35 ] [ 36 ] [ 37 ] |
| В8                                                                       |         | Штефан Динику Голеску (1809—1874) рум. Ştefan Dinicu Golescu                      | 30 апреля [12 мая] 1861       | 29 июня [11 июля] 1861        | [ 38 ] [ 39 ]        |
| В9                                                                       |         | князь Димитрие Григоре Гика (1816—1897) рум. prințul Dimitrie Grigore Ghica       | 29 июня [11 июля] 1861        | 22 января [3 февраля] 1862    | [ 40 ] [ 41 ]        |

### Соединённые княжества Молдовы и Валахии (1862—1866)

Флаг (1862—1866)

После того как 22 ноября [4 декабря] 1861 года Порта своим фирманом утвердила политическое и административное объединение Дунайских княжеств как вассального государства в составе Османской империи, его господарь Александру Иоан Куза учредил 22 января [3 февраля] 1862 года единое правительство, возглавляемое его президентами (рум. Președintele Consiliului de Miniștri).
Соединённые княжества Молдовы и Валахии (рум. Principatele Unite ale Moldovei și Țării Românești, тур. Eflak ve Boğdan Birleşik Prensliği) в дипломатических документах империи как их сюзерена продолжали так именоваться вплоть до 1878 года; однако в румынских документах с 1863 года это название замещалось на Соединённые княжества Румынии (рум. Principatele Unite Române), а после обнародования 30 июня [12 июля] 1866 года конституции — Румыния (рум. România)
|        | Портрет | Имя (годы жизни)                                                                                 | Полномочия                 | Полномочия                 | Кабинет           | Пр.                  |
| Начало | Портрет | Имя (годы жизни)                                                                                 | Окончание                  |                            | Кабинет           | Пр.                  |
| ------ | ------- | ------------------------------------------------------------------------------------------------ | -------------------------- | -------------------------- | ----------------- | -------------------- |
| 1      |         | Барбу Штефан Катарджу (1807—1862) рум. Barbu Ştefan Catargiu                                     | 22 января [3 февраля] 1862 | 8 [20] июня 1862           | Б. Катарджу       | [ 35 ] [ 36 ] [ 37 ] |
| и. о.  |         | Апостол Арсаке (1792—1874) рум. Apostol Arsache урожд. Апостолос Арсакис греч. Απόστολος Αρσάκης | 8 [20] июня 1862           | 24 июня [6 июля] 1862      | Б. Катарджу       | [ 43 ] [ 44 ]        |
| 2 (I)  |         | Николае Александру Крецулеску (1812—1900) рум. Nicolae Alexandru Crețulescu                      | 24 июня [6 июля] 1862      | 12 [24] октября 1863       | Н. Крецулеску (I) | [ 31 ] [ 32 ]        |
| 3      |         | Михаил Илие Когэлничану (1817—1891) рум. Mihail Ilie Kogălniceanu                                | 12 [24] октября 1863       | 26 января [7 февраля] 1865 | Когэлничану       | [ 20 ] [ 21 ] [ 22 ] |
| 4      |         | Константин Андрей Босьяну (1815—1882) рум. Constantin Andrei Bozianu                             | 26 января [7 февраля] 1865 | 14 [26] июня 1865          | Босьяну           | [ 45 ] [ 46 ]        |
| 2 (II) |         | Николае Александру Крецулеску (1812—1900) рум. Nicolae Alexandru Crețulescu                      | 14 [26] июня 1865          | 11 [23] февраля 1866       | Н. Крецулеску (I) | [ 31 ] [ 32 ]        |
| 5 (I)  |         | Йон Димитрие Гика (1816—1897) рум. Ion Dimitrie Ghica                                            | 11 [23] февраля 1866       | 11 [23] мая 1866           | Й. Гика (I)       | [ 14 ] [ 15 ] [ 16 ] |

## Румыния (1866—1881)

Флаг (1867—1948)

Соединённые княжества Молдовы и Валахии (рум. Principatele Unite ale Moldovei și Țării Românești, тур. Eflak ve Boğdan Birleşik Prensliği) в дипломатических документах Османской империи как их сюзерена продолжали так именоваться вплоть до 1878 года; однако в румынских документах после обнародования 30 июня [12 июля] 1866 года конституции использовалось название Румыния (рум. România).
В мае 1875 года в стране была структурно оформлена первая политическая партия, которой стала основанная сторонниками либерализма Национальная либеральная партия.
Избранный в 1866 году господарем (домнитором, рум. Domnitor) принц Карл фон Гогенцоллерн-Зигмаринген, принадлежащий к дому Гогенцоллерн-Зигмаринген и принявший тронное имя Кароль I, вступил в 1877 году в русско-турецкую войну, приобретшую в Румынии характер войны за независимость, и 9 [21] мая 1877 года провозгласил независимость страны, которая была признана Портой согласно заключённого 19 февраля [3 марта] 1878 года Сан-Стефанского мирного договора, наравне с независимостью Сербии и Черногории. Международное признание румынской независимости произошло на Берлинском конгрессе и закреплено подписанным на нём 1 [13] июля 1878 года Берлинским трактатом.
14 [26] марта 1881 было провозглашено Королевство Румыния.
|            | Портрет                    | Имя (годы жизни)                                                                  | Полномочия                   | Полномочия                   | Партия                          | Кабинет          | Пр.                  |
| Начало     | Портрет                    | Имя (годы жизни)                                                                  | Окончание                    |                              | Партия                          | Кабинет          | Пр.                  |
| ---------- | -------------------------- | --------------------------------------------------------------------------------- | ---------------------------- | ---------------------------- | ------------------------------- | ---------------- | -------------------- |
| 6 (I)      |                            | Ласкэр Константин Катарджу (1823—1899) рум. Lascăr Constantin Catargiu            | 11 [23] мая 1866             | 16 [28] июля 1866            | независимый                     | Л. Катарджу (I)  | [ 57 ] [ 58 ] [ 59 ] |
| 5 (II)     |                            | Йон Димитрие Гика (1816—1897) рум. Ion Dimitrie Ghica                             | 16 [28] июля 1866            | 1 [13] марта 1867            | независимый                     | Й. Гика (II)     | [ 14 ] [ 15 ] [ 16 ] |
| 7          |                            | Константин Александру Крецулеску (1809—1884) рум. Constantin Alexandru Crețulescu | 1 [13] марта 1867            | 17 августа [29 августа] 1867 | независимый                     | К. Крецулеску    | [ 29 ] [ 30 ]        |
| 8          |                            | Штефан Динику Голеску (1809—1874) рум. Ştefan Dinicu Golescu                      | 17 августа [29 августа] 1867 | 1 [13] мая 1868              | независимый                     | Ш. Голеску       | [ 38 ] [ 39 ]        |
| 9          |                            | Николае Константин Голеску (1810—1877) рум. Nicolae Constantin Golescu            | 1 [13] мая 1868              | 17 [29] ноября 1868          | независимый                     | Н. Голеску       | [ 33 ] [ 34 ]        |
| 10         |                            | князь Димитрие Григоре Гика (1816—1897) рум. prințul Dimitrie Grigore Ghica       | 17 [29] ноября 1868          | 2 [14] февраля 1870          | независимый                     | Д. Гика          | [ 40 ] [ 41 ]        |
| 11         |                            | Александру Йордаке Голеску (1819—1881) рум. Alexandru Iordache Golescu            | 2 [14] февраля 1870          | 20 апреля [2 мая] 1870       | независимый                     | А. Голеску       | [ 60 ] [ 61 ]        |
| 12 (I)     |                            | Эманоил Костаке Йоан Епуряну (1823—1880) рум. Emanoil Costache Ioan Epureanu      | 20 апреля [2 мая] 1870       | 18 [30] декабря 1870         | независимый                     | Епуряну (I)      | [ 17 ] [ 18 ] [ 19 ] |
| 5 (III)    |                            | Йон Димитрие Гика (1816—1897) рум. Ion Dimitrie Ghica                             | 18 [30] декабря 1870         | 12 [24] марта 1871           | независимый                     | Й. Гика (III)    | [ 14 ] [ 15 ] [ 16 ] |
| 6 (II)     |                            | Ласкэр Константин Катарджу (1823—1899) рум. Lascăr Constantin Catargiu            | 12 [24] марта 1871           | 5 [17] апреля 1876           | независимый                     | Л. Катарджу (II) | [ 57 ] [ 58 ] [ 59 ] |
| 13 (I)     |                            | Йоан Эманоил Флореску (1819—1893) рум. Ioan Emanoil Florescu                      | 5 [17] апреля 1876           | 28 апреля [10 мая] 1876      | независимый                     | Флореску (I)     | [ 62 ] [ 63 ]        |
| 12 (II)    |                            | Эманоил Костаке Йоан Епуряну (1823—1880) рум. Emanoil Costache Ioan Epureanu      | 28 апреля [10 мая] 1876      | 25 июля [6 августа] 1876     | Национальная либеральная партия | Епуряну (II)     | [ 17 ] [ 18 ] [ 19 ] |
| 14 (I—III) |                            | Йон Константин Брэтьяну (1821—1891) рум. Ion Constantin Brătianu                  | 25 июля [6 августа] 1876     | 24 ноября [6 декабря] 1878   | Национальная либеральная партия | Йон Брэтьяну (I) | [ 64 ] [ 65 ] [ 66 ] |
| 14 (I—III) | 24 ноября [6 декабря] 1878 | Йон Константин Брэтьяну (1821—1891) рум. Ion Constantin Brătianu                  | 10 [22] июля 1879            | Йон Брэтьяну (II)            | Национальная либеральная партия |                  | [ 64 ] [ 65 ] [ 66 ] |
| 14 (I—III) | 10 [22] июля 1879          | Йон Константин Брэтьяну (1821—1891) рум. Ion Constantin Brătianu                  | 14 [26] марта 1881           | Йон Брэтьяну (III)           | Национальная либеральная партия |                  | [ 64 ] [ 65 ] [ 66 ] |

## Королевство Румыния (1881—1947)
14 [26] марта 1881 года было провозглашено Королевство Румыния. Вступив в Первую Мировую войну на стороне Антанты в 1916 году, в результате неудачной кампании 1916—1917 годов Румыния потеряла оккупированные Центральными державами Северную Добруджу и Валахию, включая столичный Бухарест; её королевская семья, парламент и правительство с декабря 1916 года по ноябрь 1918 года находились в молдавской исторической столице Яссах. Подписанный 16 февраля [1 марта] 1918 года сепаратный Бухарестский мирный договор закреплял значительные территориальные потери Румынии в пользу Болгарии и Австро-Венгрии, однако не был ратифицирован королём Фердинандом I и был аннулирован после поражения Центральных держав. Напротив, завершившее войну Компьенское перемирие и подведший её итоги Версальский договор позволили расширить территорию страны, включив в неё Трансильванию и Бессарабию.
Воссоединение исторических румынских областей в едином государстве, названное «великим объединением», было закреплено в новой конституции, разработанной парламентом, 28 декабря 1923 года промульгированной королём Фердинандом I и вступившей в силу на следующий день. Румыния была провозглашена конституционной монархией, национальным, унитарным, неделимым государством с неотъемлемой территорией, король сохранял право назначать и отзывать министров, санкционировать и промульгировать законы, созывать и распускать парламент; исполнительная власть доверялась королю и осуществлялась им через правительство, сформированное партией или альянсом, победившим на парламентских выборах.
В 1925 году кронпринц Кароль был лишён отцом права престолонаследия и эмигрировал; после смерти короля 20 июля 1927 года ему наследовал малолетний внук Михай, вступивший на престол под опекой регентского совета. Поддержанный противниками регентов Кароль вернулся в страну и совершил 8 июня 1930 года династический переворот, отстранив восьмилетнего сына и заняв трон. По инициативе националистов был разработан и 20 февраля 1938 года утверждён правительством текст авторитарной конституции, одобренный на референдуме 24 февраля 1938 года. Через три дня конституция была промульгирована королевским указом; созданная политическая система позволила Каролю II запретить исторические партии, создав правый Фронт национального возрождения (рум. Frontul Renașterii Naționale) , однако не помогла ему сохранить власть, уступленную Йону Антонеску, опирающемуся на фашистскую Железную гвардию (рум. Garda de Fier). Утрату королём национального доверия обычно связывают с территориальными уступками: во-первых, в результате выдвинутого СССР 27 июня 1940 года ультиматума Советскому Союзу были уступлены Бессарабия и Северная Буковина, во-вторых, по решению завершившегося 30 августа 1940 года Второго венского арбитража 43 492 км² территории Трансильвании было передано Венгрии, а по подписанному 7 сентября 1940 года Крайовскому мирному договору Болгарии была возвращена Южная Добруджа.
Назначенный 4 сентября 1940 года главой правительства Антонеску на следующий день потребовал отречения Кароля II в пользу восстановления на престоле Михая I. Накануне состоявшегося 6 сентября 1940 года отречения король своим указом приостановил действие конституции и распустил парламент. 14 сентября 1940 года Антонеску реформировал правительство, приняв титул кондукэтора (рум. conducător, «предводитель»), что ознаменовало создание режима национал-легионерского государства (рум. Statul Naţional Legionar). Использовав войска, Антонеску смог за два дня подавить мятеж легионеров, поднятый 21 января 1941 года Железной гвардией, которую распустил, а её членов подверг аресту или вынудил бежать из страны, после чего обновлённый кабинет состоял исключительно из его сторонников. Вступив во Вторую мировую войну на стороне Третьего Рейха, к концу 1941 года Румыния сдвинула восточную границу, создав на частью возвращённых, частью присоединённых территориях губернаторства Бессарабия, Буковина и Транснистрия (последнее с центром в Одессе), однако в августе 1944 года театр военных действий был перенесён на её территорию.
После начала советскими войсками Ясско-Кишинёвской операции 23 августа 1944 года в результате санкционированного королём Михаем I переворота маршал Антонеску был арестован, новое правительство возглавил генерал Константин Сэнэтеску; на следующий день Румыния заявила о принятии советских условий перемирия, а 25 августа — объявила войну Германии. Король восстановил действие конституции 1923 года, которая оставалась в силе до совершённого 30 декабря 1947 года при поддержке советских оккупационных войск государственного переворота, когда в результате шантажа была получена подпись Михая I на акте отречения. В тот же день не имеющий кворума и превысивший конституционные полномочия парламент провозгласил Народную Республику Румынию. Королевская семья была вынуждена 3 января 1948 года покинуть страну.
Курсивом и серым цветом выделены даты начала и окончания полномочий лиц, временно замещающих главу правительства.
|             | Портрет              | Имя (годы жизни)                                                                                | Полномочия                       | Полномочия                      | Партия                                                             | Кабинет             | Пр.                     |
| Начало      | Портрет              | Имя (годы жизни)                                                                                | Окончание                        |                                 | Партия                                                             | Кабинет             | Пр.                     |
| ----------- | -------------------- | ----------------------------------------------------------------------------------------------- | -------------------------------- | ------------------------------- | ------------------------------------------------------------------ | ------------------- | ----------------------- |
| 14 (III)    |                      | Йон Константин Брэтьяну (1821—1891) рум. Ion Constantin Brătianu                                | 14 [26] марта 1881               | 10 [22] апреля 1881             | Национальная либеральная партия                                    | Йон Брэтьяну (III)  | [ 64 ] [ 65 ] [ 66 ]    |
| 15          |                      | Думитру Константин Брэтьяну (1818—1892) рум. Dumitru Constantin Brătianu                        | 10 [22] апреля 1881              | 9 [21] июня 1881                | Национальная либеральная партия                                    | Д. Брэтьяну         | [ 90 ] [ 91 ] [ 92 ]    |
| 14 (IV)     |                      | Йон Константин Брэтьяну (1821—1891) рум. Ion Constantin Brătianu                                | 9 [21] июня 1881                 | 22 марта [3 апреля] 1888        | Национальная либеральная партия                                    | Йон Брэтьяну (IV)   | [ 64 ] [ 65 ] [ 66 ]    |
| 16 (I)      |                      | Теодор Георге Росетти (1837—1923) рум. Teodor Gheorghe Rosetti                                  | 22 марта [3 апреля] 1888         | 29 марта [10 апреля] 1889       | Консервативная партия                                              | Росетти (I)         | [ 93 ] [ 94 ]           |
| 6 (III)     |                      | Ласкэр Константин Катарджу (1823—1899) рум. Lascăr Constantin Catargiu                          | 29 марта [10 апреля] 1889        | 4 [16] ноября 1889              | Консервативная партия                                              | Л. Катарджу (III)   | [ 57 ] [ 58 ] [ 59 ]    |
| 17          |                      | Георге Йоан Ману (1833—1911) рум. Gheorghe Ioan Manu                                            | 4 [16] ноября 1889               | 22 февраля [6 марта] 1891       | Консервативная партия                                              | Ману                | [ 95 ] [ 96 ]           |
| 13 (II)     |                      | Йоан Эманоил Флореску (1819—1893) рум. Ioan Emanoil Florescu                                    | 22 февраля [6 марта] 1891        | 27 ноября [9 декабря] 1891      | Консервативная партия                                              | Флореску (II)       | [ 62 ] [ 63 ]           |
| 6 (IV)      |                      | Ласкэр Константин Катарджу (1823—1899) рум. Lascăr Constantin Catargiu                          | 27 ноября [9 декабря] 1891       | 4 [16] октября 1895             | Консервативная партия                                              | Л. Катарджу (IV)    | [ 57 ] [ 58 ] [ 59 ]    |
| 18 (I)      |                      | Димитрие Александру Стурдза-Миклэушану (1833—1914) рум. Dimitrie Alexandru Sturdza-Miclăușanu   | 4 [16] октября 1895              | 21 ноября [3 декабря] 1896      | Национальная либеральная партия                                    | Стурдза (I)         | [ 97 ] [ 98 ] [ 99 ]    |
| 19          |                      | Петре Себешану Аурелиан (1833—1909) рум. Petre Sebeșanu Aurelian                                | 21 ноября [3 декабря] 1896       | 31 марта [12 апреля] 1897       | Национальная либеральная партия                                    | Аурелиан            | [ 100 ] [ 101 ]         |
| 18 (II)     |                      | Димитрие Александру Стурдза-Миклэушану (1833—1914) рум. Dimitrie Alexandru Sturdza-Miclăușanu   | 31 марта [12 апреля] 1897        | 11 [23] апреля 1899             | Национальная либеральная партия                                    | Стурдза (II)        | [ 97 ] [ 98 ] [ 99 ]    |
| 20 (I)      |                      | князь Георге Григоре Кантакузино (1832—1913) рум. prințul Gheorghe Grigore Cantacuzino          | 11 [23] апреля 1899              | 6 [19] июля 1900                | Консервативная партия                                              | Кантакузино (I)     | [ 102 ] [ 103 ]         |
| 21 (I)      |                      | Петре Петре Карп (1837—1919) рум. Petre Petre Carp                                              | 6 [19] июля 1900                 | 13 [26] февраля 1901            | Консервативная партия                                              | Карп (I)            | [ 104 ] [ 105 ]         |
| 18 (III)    |                      | Димитрие Александру Стурдза-Миклэушану (1833—1914) рум. Dimitrie Alexandru Sturdza-Miclăușanu   | 13 [26] февраля 1901             | 22 декабря 1904 [4 января 1905] | Национальная либеральная партия                                    | Стурдза (III)       | [ 97 ] [ 98 ] [ 99 ]    |
| 20 (II)     |                      | князь Георге Григоре Кантакузино (1832—1913) рум. prințul Gheorghe Grigore Cantacuzino          | 22 декабря 1904 [4 января 1905]  | 11 [24] марта 1907              | Консервативная партия                                              | Кантакузино (II)    | [ 102 ] [ 103 ]         |
| 18 (IV)     |                      | Димитрие Александру Стурдза-Миклэушану (1833—1914) рум. Dimitrie Alexandru Sturdza-Miclăușanu   | 11 [24] марта 1907               | 27 декабря 1908 [9 января 1909] | Национальная либеральная партия                                    | Стурдза (IV)        | [ 97 ] [ 98 ] [ 99 ]    |
| 22 (I—II)   |                      | Йон Йоан Константин Брэтьяну (1864—1927) рум. Ion Ioan Constantin Brătianu                      | 27 декабря 1908 [9 января 1909]  | 4 [17] марта 1909               | Национальная либеральная партия                                    | Йоан Брэтьяну (I)   | [ 106 ] [ 107 ] [ 108 ] |
| 22 (I—II)   | 4 [17] марта 1909    | Йон Йоан Константин Брэтьяну (1864—1927) рум. Ion Ioan Constantin Brătianu                      | 29 декабря 1910 [11 января 1911] | Йоан Брэтьяну (II)              | Национальная либеральная партия                                    |                     | [ 106 ] [ 107 ] [ 108 ] |
| 21 (II)     |                      | Петре Петре Карп (1837—1919) рум. Petre Petre Carp                                              | 29 декабря 1910 [11 января 1911] | 28 марта [10 апреля] 1912       | Консервативная партия                                              | Карп (II)           | [ 104 ] [ 105 ]         |
| 23 (I—II)   |                      | Титу Ливиу Йоан Майореску (1840—1917) рум. Titu Liviu Ioan Maiorescu                            | 28 марта [10 апреля] 1912        | 14 [27] октября 1912            | Консервативная партия                                              | Майореску (I)       | [ 109 ] [ 110 ]         |
| 23 (I—II)   | 14 [27] октября 1912 | Титу Ливиу Йоан Майореску (1840—1917) рум. Titu Liviu Ioan Maiorescu                            | 3 [16] января 1914               | Майореску (II)                  | Консервативная партия                                              |                     | [ 109 ] [ 110 ]         |
| 22 (III—IV) |                      | Йон Йоан Константин Брэтьяну (1864—1927) рум. Ion Ioan Constantin Brătianu                      | 3 [16] января 1914               | 10 [23] декабря 1916            | Национальная либеральная партия                                    | Йоан Брэтьяну (III) | [ 106 ] [ 107 ] [ 108 ] |
| 22 (III—IV) | 10 [23] декабря 1916 | Йон Йоан Константин Брэтьяну (1864—1927) рум. Ion Ioan Constantin Brătianu                      | 29 января 1918 [11 февраля 1918] | Йоан Брэтьяну (IV)              | Национальная либеральная партия                                    |                     | [ 106 ] [ 107 ] [ 108 ] |
| 24 (I)      |                      | Александру Константин Авареску (1849—1938) рум. Alexandru Constantin Avarescu                   | 29 января 1918 [11 февраля 1918] | 6 [19] марта 1918               | армия                                                              | Авереску (I)        | [ 111 ] [ 112 ]         |
| 25          |                      | Александру Янку Маргиломан (1837—1919) рум. Alexandru Iancu Marghiloman                         | 6 [19] марта 1918                | 23 октября [5 ноября] 1918      | Консервативная партия                                              | Маргиломан          | [ 113 ] [ 114 ]         |
| 26          |                      | Константин Хенри Коандэ (1857—1932) рум. Constantin Henri Coandă                                | 23 октября [5 ноября] 1918       | 28 ноября [11 декабря] 1918     | армия                                                              | Коандэ              | [ 106 ] [ 115 ]         |
| 22 (V)      |                      | Йон Йоан Константин Брэтьяну (1864—1927) рум. Ion Ioan Constantin Brătianu                      | 28 ноября [11 декабря] 1918      | 9 октября 1919                  | Национальная либеральная партия                                    | Йоан Брэтьяну (V)   | [ 106 ] [ 107 ] [ 108 ] |
| 27          |                      | Артур Вэйтояну (1864—1956) рум. Arthur Văitoianu                                                | 9 октября 1919                   | 13 декабря 1919                 | Национальная либеральная партия                                    | Вэйтояну            | [ 116 ] [ 117 ]         |
| 28 (I)      |                      | Александру Дионисие Вайда-Воевод (1872—1950) рум. Alexandru Dionisie Vaida-Voievod              | 13 декабря 1919                  | 16 марта 1920                   | Национальная партия                                                | Вайда (I)           | [ 118 ] [ 119 ]         |
| и. о.       |                      | Штефан Чичио Поп (1865—1934) рум. Ștefan Cicio Pop                                              | 22 января 1920                   | 16 марта 1920                   | Национальная партия                                                | Вайда (I)           | [ 120 ] [ 121 ]         |
| 24 (II)     |                      | Александру Константин Авареску (1849—1938) рум. Alexandru Constantin Avarescu                   | 16 марта 1920                    | 17 декабря 1921                 | Народная партия                                                    | Авереску (II)       | [ 111 ] [ 112 ]         |
| 29          |                      | Думитру Георге Йонеску (1858—1922) рум. Dumitru Gheorghe Ionescu                                | 17 декабря 1921                  | 19 января 1922                  | Консервативно-демократическая партия                               | Йонеску             | [ 122 ] [ 123 ]         |
| 22 (VI)     |                      | Йон Йоан Константин Брэтьяну (1864—1927) рум. Ion Ioan Constantin Brătianu                      | 19 января 1922                   | 30 марта 1926                   | Национальная либеральная партия                                    | Йоан Брэтьяну (VI)  | [ 106 ] [ 107 ] [ 108 ] |
| 24 (III)    |                      | Александру Константин Авареску (1849—1938) рум. Alexandru Constantin Avarescu                   | 30 марта 1926                    | 5 июня 1927                     | Народная партия                                                    | Авереску (III)      | [ 111 ] [ 112 ]         |
| 30          |                      | князь Барбу Александру Штирбей (1872—1956) рум. prințul Barbu Alexandru Ştirbey                 | 5 июня 1927                      | 21 июня 1927                    | независимый                                                        | Штирбей             | [ 124 ] [ 125 ]         |
| 22 (VII)    |                      | Йон Йоан Константин Брэтьяну (1864—1927) рум. Ion Ioan Constantin Brătianu                      | 22 июня 1927                     | 24 ноября 1927                  | Национальная либеральная партия                                    | Йоан Брэтьяну (VII) | [ 106 ] [ 107 ] [ 108 ] |
| 31          |                      | Винтилэ Йон Константин Брэтьяну (1864—1927) рум. Vintilă Ion Constantin Brătianu                | 24 ноября 1927                   | 11 ноября 1928                  | Национальная либеральная партия                                    | В. Брэтьяну         | [ 126 ] [ 127 ]         |
| 32 (I)      |                      | Юлиу Йон Маниу (1873—1953) рум. Iuliu Ion Maniu                                                 | 11 ноября 1928                   | 7 июня 1930                     | Национальная крестьянская партия                                   | Маниу (I)           | [ 128 ] [ 129 ] [ 130 ] |
| 33 (I)      |                      | Георге Георге Миронеску (1874—1949) рум. Gheorghe Gheorghe Mironescu                            | 7 июня 1930                      | 13 июня 1930                    | Национальная крестьянская партия                                   | Миронеску (I)       | [ 131 ] [ 132 ]         |
| 32 (II)     |                      | Юлиу Йон Маниу (1873—1953) рум. Iuliu Ion Maniu                                                 | 13 июня 1930                     | 10 октября 1930                 | Национальная крестьянская партия                                   | Маниу (II)          | [ 128 ] [ 129 ] [ 130 ] |
| 33 (II)     |                      | Георге Георге Миронеску (1874—1949) рум. Gheorghe Gheorghe Mironescu                            | 10 октября 1930                  | 18 апреля 1931                  | Национальная крестьянская партия                                   | Миронеску (II)      | [ 131 ] [ 132 ]         |
| 34          |                      | Николае Нику Йорга (1871—1940) рум. Nicolae Nicu Iorga                                          | 18 апреля 1931                   | 6 июня 1932                     | Националистско-демократическая партия                              | Йорга               | [ 133 ] [ 134 ] [ 135 ] |
| 28 (II—III) |                      | Александру Дионисие Вайда-Воевод (1872—1950) рум. Alexandru Dionisie Vaida-Voievod              | 6 июня 1932                      | 10 августа 1932                 | Национальная крестьянская партия                                   | Вайда (II)          | [ 118 ] [ 119 ]         |
| 28 (II—III) | 10 августа 1932      | Александру Дионисие Вайда-Воевод (1872—1950) рум. Alexandru Dionisie Vaida-Voievod              | 20 октября 1932                  | Вайда (III)                     | Национальная крестьянская партия                                   |                     | [ 118 ] [ 119 ]         |
| 32 (III)    |                      | Юлиу Йон Маниу (1873—1953) рум. Iuliu Ion Maniu                                                 | 20 октября 1932                  | 14 января 1933                  | Национальная крестьянская партия                                   | Маниу (III)         | [ 128 ] [ 129 ] [ 130 ] |
| 28 (IV)     |                      | Александру Дионисие Вайда-Воевод (1872—1950) рум. Alexandru Dionisie Vaida-Voievod              | 14 января 1933                   | 14 ноября 1933                  | Национальная крестьянская партия                                   | Вайда (IV)          | [ 118 ] [ 119 ]         |
| 35          |                      | Йон Георге Дука (1879—1933) рум. Ion Gheorghe Duca                                              | 14 ноября 1933                   | 29 декабря 1933                 | Национальная либеральная партия                                    | Дука                | [ 137 ] [ 138 ]         |
| 36          |                      | Константин Думитру Анджелеску (1869—1942) рум. Constantin Dumitru Angelescu                     | 30 декабря 1933                  | 5 января 1934                   | Национальная либеральная партия                                    | Дука                | [ 139 ] [ 140 ]         |
| 37 (I—IV)   |                      | Георге Тэтэреску (1886—1957) рум. Gheorghe Tătărescu                                            | 5 января 1934                    | 1 октября 1934                  | Национальная либеральная партия                                    | Тэтэреску (I)       | [ 141 ] [ 142 ] [ 143 ] |
| 37 (I—IV)   | 1 октября 1934       | Георге Тэтэреску (1886—1957) рум. Gheorghe Tătărescu                                            | 28 августа 1936                  | Тэтэреску (II)                  | Национальная либеральная партия                                    |                     | [ 141 ] [ 142 ] [ 143 ] |
| 37 (I—IV)   | 28 августа 1936      | Георге Тэтэреску (1886—1957) рум. Gheorghe Tătărescu                                            | 11 ноября 1937                   | Тэтэреску (III)                 | Национальная либеральная партия                                    |                     | [ 141 ] [ 142 ] [ 143 ] |
| 37 (I—IV)   | 11 ноября 1937       | Георге Тэтэреску (1886—1957) рум. Gheorghe Tătărescu                                            | 28 декабря 1937                  | Тэтэреску (IV)                  | Национальная либеральная партия                                    |                     | [ 141 ] [ 142 ] [ 143 ] |
| 38          |                      | Октавиан Йосиф Гога (1881—1938) рум. Octavian Iosif Goga                                        | 28 декабря 1937                  | 10 февраля 1938                 | Национальная христианская партия                                   | Гога                | [ 144 ] [ 145 ] [ 146 ] |
| 39 (I—III)  |                      | Патриарх Румынский Мирон (1868—1939) рум. patriarhul Miron в миру Элие Кристя рум. Elie Cristea | 10 февраля 1938                  | 31 марта 1938                   | независимый                                                        | Кристя (I)          | [ 148 ] [ 149 ] [ 150 ] |
| 39 (I—III)  | 31 марта 1938        | Патриарх Румынский Мирон (1868—1939) рум. patriarhul Miron в миру Элие Кристя рум. Elie Cristea | 31 января 1939                   | Кристя (II)                     | независимый                                                        |                     | [ 148 ] [ 149 ] [ 150 ] |
| 39 (I—III)  | 1 февраля 1939       | Патриарх Румынский Мирон (1868—1939) рум. patriarhul Miron в миру Элие Кристя рум. Elie Cristea | 6 марта 1939                     | Кристя (III)                    | независимый                                                        |                     | [ 148 ] [ 149 ] [ 150 ] |
| 40          |                      | Арманд Михаил Кэлинеску (1893—1939) рум. Armand Mihail Călinescu                                | 6 марта 1939                     | 21 сентября 1939                | Фронт национального возрождения                                    | Кэлинеску           | [ 151 ] [ 152 ] [ 153 ] |
| 41          |                      | Георге Василе Арджешану (1883—1940) рум. Gheorghe Vasile Argeşeanu                              | 21 сентября 1939                 | 28 сентября 1939                | армия                                                              | Арджешану           | [ 154 ] [ 155 ]         |
| 42          |                      | Константин Йоан Арджетояну (1871—1955) рум. Constantin Ioan Argetoianu                          | 28 сентября 1939                 | 24 ноября 1939                  | Фронт национального возрождения                                    | Арджетояну          | [ 156 ] [ 157 ]         |
| 37 (V—VI)   |                      | Георге Тэтэреску (1886—1957) рум. Gheorghe Tătărescu                                            | 24 ноября 1939                   | 10 мая 1940                     | Фронт национального возрождения                                    | Тэтэреску (V)       | [ 141 ] [ 142 ] [ 143 ] |
| 37 (V—VI)   | 10 мая 1940          | Георге Тэтэреску (1886—1957) рум. Gheorghe Tătărescu                                            | 4 июля 1940                      | Тэтэреску (VI)                  | Фронт национального возрождения                                    |                     | [ 141 ] [ 142 ] [ 143 ] |
|             | 10 мая 1940          | Георге Тэтэреску (1886—1957) рум. Gheorghe Tătărescu                                            | 4 июля 1940                      | Тэтэреску (VI)                  | Национальная партия                                                |                     | [ 141 ] [ 142 ] [ 143 ] |
| 43          |                      | Йон Петре Джигурту (1886—1959) рум. Ion Petre Gigurtu                                           | 4 июля 1940                      | 4 сентября 1940                 | Джигурту                                                           | [ 158 ] [ 159 ]     |                         |
| 44 (I—III)  |                      | маршал Йон Виктор Антонеску (1882—1946) рум. Ion Victor Antonescu                               | 4 сентября 1940                  | 14 сентября 1940                | армия                                                              | Антонеску (I)       | [ 160 ] [ 161 ] [ 162 ] |
| 44 (I—III)  | 14 сентября 1940     | маршал Йон Виктор Антонеску (1882—1946) рум. Ion Victor Antonescu                               | 24 января 1941                   | Антонеску (II)                  | армия                                                              |                     | [ 160 ] [ 161 ] [ 162 ] |
| 44 (I—III)  | 24 января 1941       | маршал Йон Виктор Антонеску (1882—1946) рум. Ion Victor Antonescu                               | 23 августа 1944                  | Антонеску (III)                 | армия                                                              |                     | [ 160 ] [ 161 ] [ 162 ] |
| 45 (I—II)   |                      | Константин Сэнэтеску (1885—1947) рум. Constantin Sănătescu                                      | 23 августа 1944                  | 3 ноября 1944                   | армия                                                              | Сэнэтеску (I)       | [ 163 ] [ 164 ]         |
| 45 (I—II)   | 3 ноября 1944        | Константин Сэнэтеску (1885—1947) рум. Constantin Sănătescu                                      | 6 декабря 1944                   | Сэнэтеску (II)                  | армия                                                              |                     | [ 163 ] [ 164 ]         |
| 46          |                      | Николае Раду Рэдеску (1874—1953) рум. Nicolae Radu Rădescu                                      | 23 августа 1944                  | 6 декабря 1944                  | армия                                                              | Рэдеску             | [ 165 ] [ 166 ]         |
| 47 (I—II)   |                      | Петру Адам Гроза (1884—1958) рум. Petru Adam Groza                                              | 6 декабря 1944                   | 30 ноября 1946                  | Фронт земледельцев в составе Национального демократического фронта | Гроза (I)           | [ 163 ] [ 164 ] [ 167 ] |
| 47 (I—II)   | 30 ноября 1946       | Петру Адам Гроза (1884—1958) рум. Petru Adam Groza                                              | 30 декабря 1947                  | Гроза (II)                      | Фронт земледельцев в составе Национального демократического фронта |                     | [ 163 ] [ 164 ] [ 167 ] |

## Румынская Народная Республика (1948—1965)
После провозглашения 30 декабря 1947 года Румынской Народной Республики Великое национальное собрание Румынии приняло её конституцию 13 апреля 1948 года.
Заложенная в неё модель советской конституции 1936 года, провозглашавшая создание демократических институтов с многоукладной экономикой, была развита в принятой 27 марта 1952 года и опубликованной 18 июля новой конституции, закрепившей статус коммунистической Румынской рабочей партии как руководящей силы «как трудящихся, так и государственных органов и учреждений».
После роспуска других политических партий, входивших ранее в Народно-демократический фронт, он выступал организационной структурой, формирующей предвыборный блок в однопартийной системе.
|             | Портрет        | Имя (годы жизни) | Полномочия      | Полномочия                                                   | Партия                                                             | Кабинет         | Пр.                     |
| Начало      | Портрет        | Имя (годы жизни) | Окончание       |                                                              | Партия                                                             | Кабинет         | Пр.                     |
| ----------- | -------------- | --- | --------------- | ------------------------------------------------------------ | ------------------------------------------------------------------ | --------------- | ----------------------- |
| 47 (III—IV) |                | Петру Адам Гроза (1884—1958) рум. Petru Adam Groza                                                                                   | 30 декабря 1947 | 14 апреля 1948                                               | Фронт земледельцев в составе Национального демократического фронта | Гроза (III)     | [ 163 ] [ 164 ] [ 167 ] |
| 47 (III—IV) | 14 апреля 1948 | Петру Адам Гроза (1884—1958) рум. Petru Adam Groza                                                                                   | 2 июня 1952     | Фронт земледельцев в составе Народно-демократического фронта | Гроза (IV)                                                         |                 | [ 163 ] [ 164 ] [ 167 ] |
| 48 (I—II)   |                | Георге Тэнасе Георгиу-Деж (1901—1965) рум. Gheorghe Tănase Gheorghiu-Dej урожд. Георге Тэнасе Георгиу рум. Gheorghe Tănase Gheorghiu | 2 июня 1952     | 28 января 1953                                               | Румынская рабочая партия                                           | Георгиу-Деж (I) | [ 172 ] [ 173 ] [ 174 ] |
| 48 (I—II)   | 28 января 1953 | Георге Тэнасе Георгиу-Деж (1901—1965) рум. Gheorghe Tănase Gheorghiu-Dej урожд. Георге Тэнасе Георгиу рум. Gheorghe Tănase Gheorghiu | 3 октября 1955  | Георгиу-Деж (II)                                             | Румынская рабочая партия                                           |                 | [ 172 ] [ 173 ] [ 174 ] |
| 49 (I—II)   |                | Киву Стойка (1908—1975) рум. Chivu Stoica                                                                                            | 3 октября 1955  | 19 марта 1957                                                | Румынская рабочая партия                                           | Стойка (I)      | [ 175 ] [ 176 ]         |
| 49 (I—II)   | 19 марта 1957  | Киву Стойка (1908—1975) рум. Chivu Stoica                                                                                            | 21 марта 1961   | Стойка (II)                                                  | Румынская рабочая партия                                           |                 | [ 175 ] [ 176 ]         |
| 50 (I—II)   |                | Йон Георге Йосиф Маурер (1902—2000) рум. Ion Gheorghe Iosif Maurer                                                                   | 21 марта 1961   | 17 марта 1965                                                | Румынская рабочая партия                                           | Маурер (I)      | [ 177 ] [ 178 ] [ 179 ] |
| 50 (I—II)   | 17 марта 1965  | Йон Георге Йосиф Маурер (1902—2000) рум. Ion Gheorghe Iosif Maurer                                                                   | 20 августа 1965 | Маурер (II)                                                  | Румынская рабочая партия                                           |                 | [ 177 ] [ 178 ] [ 179 ] |

## Социалистическая Республика Румыния (1965—1989)
Новым этапом изменения румынского общества стало провозглашение 21 августа 1965 года Социалистической Республики Румынии (рум. Republica Socialistă România) в соответствии со вступившей в этот день в силу новой конституции, принятой Великим национальным собранием 28 июня 1965 года.
В дальнейшем в неё 10 раз вносились изменения, в том числе с 28 марта 1974 года была изменена структура государственных органов, включившая создание поста Президента вместо коллегиального Государственного совета и реорганизацию поста Президента Совета министров в пост премьер-министра (рум. Prim-ministru). Идеологические статьи конституции были изъяты из неё в 1989 году с изменением название государства на Румыния и отменой руководящей роли Румынской коммунистической партии.
В ходе начавшейся 16 декабря 1989 года волнениями в Тимишоаре революции после установления восставшими 21 декабря 1989 года контроля над столицей, откуда бежал президент Николае Чаушеску, последнее социалистическое правительство во главе с Константином Дэскэлеску прекратило работу; новый кабинет был сформирован спустя пять дней.
|                                                                        | Портрет                                                                | Имя (годы жизни)                                                       | Полномочия                                                             | Полномочия                                                             | Партия                                                                 | Кабинет                                                                | Пр.                                                                    |
| Начало                                                                 | Портрет                                                                | Имя (годы жизни)                                                       | Окончание                                                              |                                                                        | Партия                                                                 | Кабинет                                                                | Пр.                                                                    |
| Президент Совета министров (рум. Președintele Consiliului de Miniștri) | Президент Совета министров (рум. Președintele Consiliului de Miniștri) | Президент Совета министров (рум. Președintele Consiliului de Miniștri) | Президент Совета министров (рум. Președintele Consiliului de Miniștri) | Президент Совета министров (рум. Președintele Consiliului de Miniștri) | Президент Совета министров (рум. Președintele Consiliului de Miniștri) | Президент Совета министров (рум. Președintele Consiliului de Miniștri) | Президент Совета министров (рум. Președintele Consiliului de Miniștri) |
| ---------------------------------------------------------------------- | ---------------------------------------------------------------------- | ---------------------------------------------------------------------- | ---------------------------------------------------------------------- | ---------------------------------------------------------------------- | ---------------------------------------------------------------------- | ---------------------------------------------------------------------- | ---------------------------------------------------------------------- |
| 50 (III—V)                                                             |                                                                        | Йон Георге Йосиф Маурер (1902—2000) рум. Ion Gheorghe Iosif Maurer     | 21 августа 1965                                                        | 8 декабря 1967                                                         | Румынская коммунистическая партия                                      | Маурер (III)                                                           | [ 177 ] [ 178 ] [ 179 ]                                                |
| 50 (III—V)                                                             | 8 декабря 1967                                                         | Йон Георге Йосиф Маурер (1902—2000) рум. Ion Gheorghe Iosif Maurer     | 12 марта 1969                                                          | Маурер (IV)                                                            | Румынская коммунистическая партия                                      |                                                                        | [ 177 ] [ 178 ] [ 179 ]                                                |
| 50 (III—V)                                                             | 12 марта 1969                                                          | Йон Георге Йосиф Маурер (1902—2000) рум. Ion Gheorghe Iosif Maurer     | 28 марта 1974                                                          | Маурер (V)                                                             | Румынская коммунистическая партия                                      |                                                                        | [ 177 ] [ 178 ] [ 179 ]                                                |
| Премьер-министр (рум. Prim-ministru)                                   |                                                                        |                                                                        |                                                                        |                                                                        |                                                                        |                                                                        |                                                                        |
| 51 (I—II)                                                              |                                                                        | Маня Мэнеску (1916—2009) рум. Manea Mănescu                            | 28 марта 1974                                                          | 18 марта 1975                                                          | Румынская коммунистическая партия                                      | Мэнеску (I)                                                            | [ 184 ] [ 185 ] [ 186 ]                                                |
| 51 (I—II)                                                              | 18 марта 1975                                                          | Маня Мэнеску (1916—2009) рум. Manea Mănescu                            | 29 марта 1979                                                          | Мэнеску (II)                                                           | Румынская коммунистическая партия                                      |                                                                        | [ 184 ] [ 185 ] [ 186 ]                                                |
| 52 (I—II)                                                              |                                                                        | Илие Вердец (1925—2001) рум. lie Verdeț                                | 29 марта 1979                                                          | 29 марта 1980                                                          | Румынская коммунистическая партия                                      | Вердец (I)                                                             | [ 187 ] [ 188 ]                                                        |
| 52 (I—II)                                                              | 29 марта 1980                                                          | Илие Вердец (1925—2001) рум. lie Verdeț                                | 21 мая 1982                                                            | Вердец (II)                                                            | Румынская коммунистическая партия                                      |                                                                        | [ 187 ] [ 188 ]                                                        |
| 53 (I—II)                                                              |                                                                        | Константин Дэскэлеску (1923—2003) рум. Constantin Dăscălescu           | 21 мая 1982                                                            | 28 марта 1985                                                          | Румынская коммунистическая партия                                      | Дэскэлеску (I)                                                         | [ 182 ] [ 189 ]                                                        |
| 53 (I—II)                                                              | 28 марта 1985                                                          | Константин Дэскэлеску (1923—2003) рум. Constantin Dăscălescu           | 22 декабря 1989                                                        | Дэскэлеску (II)                                                        | Румынская коммунистическая партия                                      |                                                                        | [ 182 ] [ 189 ]                                                        |

## Румыния (с 1989)
В результате революции после некоторого безвластия 26 декабря 1989 года было сформировано правительство Фронта национального спасения, представлявшего собой первоначально систему временных органов власти на всех уровнях и оформившегося в политическую партию позже. Несмотря на запрет 26 декабря 1989 года Румынской коммунистической партии конституционные изменения, отменяющие её руководящую роль и изменившие название государства на Румыния, последовали 29 декабря 1989 года, после чего наступил длительный переходный период становления современной политической системы.
Действующая конституция была принята Учредительным собранием 21 ноября 1991 года и вступила в силу после её одобрения на прошедшем 8 декабря 1991 года референдуме, позже на состоявшемся 18—19 октября 2003 года плебисците в её текст были внесены значительные изменения.
Курсивом и серым цветом выделены даты начала и окончания полномочий лиц, временно замещающих главу правительства.
|            | Портрет                                                                                      | Имя (годы жизни)                                                                              | Полномочия      | Полномочия | Партия | Выборы | Кабинет | Пр.             |
| Начало     | Портрет                                                                                      | Имя (годы жизни)                                                                              | Окончание       | | Партия | Выборы | Кабинет | Пр.             |
| ---------- | -------------------------------------------------------------------------------------------- | --------------------------------------------------------------------------------------------- | --------------- | --- | --- | --- | --- | --------------- |
| 54 (I—III) |                                                                                              | Петре Валтер Роман (1946—) рум. Petre Valter Roman                                            | 26 декабря 1989 | 28 июня 1990 | Фронт национального спасения | [ комм. 43 ] | Роман (I) | [ 195 ] [ 196 ] |
| 54 (I—III) | 28 июня 1990                                                                                 | Петре Валтер Роман (1946—) рум. Petre Valter Roman                                            | 30 апреля 1991  | 1990 | Фронт национального спасения | Роман (II) | | [ 195 ] [ 196 ] |
| 54 (I—III) | 30 апреля 1991                                                                               | Петре Валтер Роман (1946—) рум. Petre Valter Roman                                            | 1 октября 1991  | 1990 | Фронт национального спасения | Роман (III) | | [ 195 ] [ 196 ] |
| 55         |                                                                                              | Теодор Думитру Столожан (1943—) рум. Theodor Dumitru Stolojan                                 | 1 октября 1991  | 1990 | 20 ноября 1992 | Фронт национального спасения в коалиции с Национальной либеральной партией, Экологическим движением Румынии и Демократической аграрной партией Румынии                                       | Столожан | [ 197 ]         |
| 56         |                                                                                              | Николае Вэкэрою (1943—) рум. Nicolae Văcăroiu                                                 | 20 ноября 1992  | 12 декабря 1996 | независимый с участием Демократического фронта национального спасения и Партией румынского национального единства | 1992 | Вэкэрою | [ 198 ] [ 199 ] |
|            | Социал-демократическая партия Румынии в коалиции с Партией румынского национального единства | Николае Вэкэрою (1943—) рум. Nicolae Văcăroiu                                                 | 20 ноября 1992  | 12 декабря 1996 | | 1992 | Вэкэрою | [ 198 ] [ 199 ] |
| 57         |                                                                                              | Виктор Чорбя (1954—) рум. Victor Ciorbea                                                      | 12 декабря 1996 | 30 марта 1998 | Христианско-демократическая национал-цэрэнистская партия в коалиции с Демократической партией, Национальной либеральной партией, Демократическим союзом венгров Румынии и Румынской социал-демократической партией         | 1996 | Чорбя | [ 200 ] [ 201 ] |
| 58         |                                                                                              | Гаврил Дежеу (1932—) рум. Gavril Dejeu                                                        | 30 марта 1998   | 17 апреля 1998 | Христианско-демократическая национал-цэрэнистская партия в коалиции с Демократической партией, Национальной либеральной партией, Демократическим союзом венгров Румынии и Румынской социал-демократической партией         | 1996 | Чорбя | [ 202 ]         |
| 59         |                                                                                              | Раду Василе (1942—2013) рум. Radu Vasile                                                      | 17 апреля 1998  | 13 декабря 1999 | Христианско-демократическая национал-цэрэнистская партия в коалиции с Демократической партией, Национальной либеральной партией, Демократическим союзом венгров Румынии и Румынской социал-демократической партией         | 1996 | Василе | [ 203 ] [ 204 ] |
| 60         |                                                                                              | Александру Атанасиу (1955—) рум. Alexandru Athanasiu                                          | 13 декабря 1999 | 22 декабря 1999 | Румынская социал-демократическая партия в коалиции с Христианско-демократической национал-цэрэнистской партией, Демократической партией, Национальной либеральной партией и Демократическим союзом венгров Румынии         | 1996 | Василе | [ 205 ]         |
| 61         |                                                                                              | Константин Мугурел Исэреску (1949—) рум. Constantin Mugurel Isărescu                          | 22 декабря 1999 | 28 декабря 2000 | независимый с участием Христианско-демократической национал-цэрэнистской партии, Демократической партии, Национальной либеральной партии, Демократического союза венгров Румынии и Румынской социал-демократической партии | 1996 | Исэреску | [ 206 ] [ 207 ] |
| 62         |                                                                                              | Адриан Мариан Нэстасе (1950—) рум. Adrian Marian Năstase                                      | 28 декабря 2000 | 21 декабря 2004 | Социал-демократическая партия Румынии в коалиции с Румынской социал-демократической партией и Партией гуманистов Румынии                                                                                                   | 2000 | Нэстасе | [ 208 ] [ 209 ] |
|            | Социал-демократическая партия в коалиции с Партией гуманистов Румынии                        | Адриан Мариан Нэстасе (1950—) рум. Adrian Marian Năstase                                      | 28 декабря 2000 | 21 декабря 2004 | | 2000 | Нэстасе | [ 208 ] [ 209 ] |
| и. о.      |                                                                                              | Эуджен Бежинариу (1959—) рум. Eugen Bejinariu                                                 | 21 декабря 2004 | 29 декабря 2004 | [ 210 ] | 2000 | Нэстасе |                 |
| 63 (I—II)  |                                                                                              | Кэлин Константин Антон Попеску-Тэричану (1952—) рум. Călin Constantin Anton Popescu-Tăriceanu | 29 декабря 2004 | 5 апреля 2007 | Национальная либеральная партия в коалиции с Демократической партией, Партией гуманистов Румынии и Демократическим союзом венгров Румынии                                                                                  | 2004 | Тэричану (I) | [ 211 ] [ 212 ] |
| 63 (I—II)  | 5 апреля 2007                                                                                | Кэлин Константин Антон Попеску-Тэричану (1952—) рум. Călin Constantin Anton Popescu-Tăriceanu | 22 декабря 2008 | Национальная либеральная партия в коалиции с Демократическим союзом венгров Румынии                                                                          | Тэричану (II) | 2004 | | [ 211 ] [ 212 ] |
| 64 (I—II)  |                                                                                              | Эмил Бок (1966—) рум. Emil Boc                                                                | 22 декабря 2008 | 23 декабря 2009 | Демократическая либеральная партия в коалиции с Социал-демократической партией | 2008 | Бок (I) | [ 213 ] [ 214 ] |
| 64 (I—II)  | 23 декабря 2009                                                                              | Эмил Бок (1966—) рум. Emil Boc                                                                | 6 февраля 2012  | Демократическая либеральная партия в коалиции с Демократическим союзом венгров Румынии и Национальным союзом за прогресс Румынии                             | Бок (II) | 2008 | | [ 213 ] [ 214 ] |
| 65         |                                                                                              | Кэтэлин Марьян Предою (1954—) рум. Cătălin Marian Predoiu                                     | 6 февраля 2012  | 9 февраля 2012 | Бок (II) | 2008 | независимый с участием Демократической либеральной партии, Демократического союза венгров Румынии и Национального союза за прогресс Румынии | [ 215 ]         |
| 66         |                                                                                              | Михай Рэзван Штефан Унгуряну (1968—) рум. Mihai Răzvan Ștefan Ungureanu                       | 9 февраля 2012  | 7 мая 2012 | независимый с участием Демократической либеральной партии, Демократического союза венгров Румынии и Национального союза за прогресс Румынии                                                                                | 2008 | Унгуряну | [ 216 ] [ 217 ] |
| 67 (I—IV)  |                                                                                              | Виктор-Вьорел Понта (1972—) рум. Victor-Viorel Ponta                                          | 7 мая 2012      | 21 декабря 2012 | Социал-демократическая партия в коалиции с Национальной либеральной партией и Консервативной партией | 2008 | Понта (I) | [ 218 ] [ 219 ] |
| 67 (I—IV)  | 21 декабря 2012                                                                              | Виктор-Вьорел Понта (1972—) рум. Victor-Viorel Ponta                                          | 5 марта 2014    | Социал-демократическая партия в коалиции с Национальной либеральной партией, Консервативной партией и Национальным союзом за прогресс Румынии                | 2012 | Понта (II) | | [ 218 ] [ 219 ] |
| 67 (I—IV)  | 5 марта 2014                                                                                 | Виктор-Вьорел Понта (1972—) рум. Victor-Viorel Ponta                                          | 17 декабря 2014 | Социал-демократическая партия в коалиции с Консервативной партией, Национальным союзом за прогресс Румынии и Демократическим союзом венгров Румынии          | 2012 | Понта (III) | | [ 218 ] [ 219 ] |
| 67 (I—IV)  | 5 марта 2014                                                                                 | Виктор-Вьорел Понта (1972—) рум. Victor-Viorel Ponta                                          | 17 декабря 2014 | Социал-демократическая партия в коалиции с Альянсом либералов и демократов, Национальным союзом за прогресс Румынии и Демократическим союзом венгров Румынии | 2012 | Понта (III) | | [ 218 ] [ 219 ] |
| 67 (I—IV)  | 17 декабря 2014                                                                              | Виктор-Вьорел Понта (1972—) рум. Victor-Viorel Ponta                                          | 5 ноября 2015   | Социал-демократическая партия в коалиции с Альянсом либералов и демократов и Национальным союзом за прогресс Румынии                                         | 2012 | Понта (IV) | | [ 218 ] [ 219 ] |
| и. о.      |                                                                                              | Габрьел Опря (1972—) рум. Gabriel Oprea                                                       | 23 июня 2015    | 6 июля 2015 | 2012 | Понта (IV) | Национальный союз за прогресс Румынии в коалиции с Альянсом либералов и демократов и Социал-демократической партией                         | [ 220 ]         |
| и. о.      | 29 июля 2015                                                                                 | Габрьел Опря (1972—) рум. Gabriel Oprea                                                       | 10 августа 2015 | | 2012 | Понта (IV) | Национальный союз за прогресс Румынии в коалиции с Альянсом либералов и демократов и Социал-демократической партией                         | [ 220 ]         |
| 68         |                                                                                              | Сорин Михай Кымпяну (1968—) рум. Sorin Mihai Cîmpeanu                                         | 5 ноября 2015   | 17 ноября 2015 | 2012 | Понта (IV) | Альянс либералов и демократов в коалиции с Социал-демократической партией и Национальным союзом за прогресс Румынии                         | [ 221 ] [ 222 ] |
| 69         |                                                                                              | Дачьян Жульен Чьолош (1969—) рум. Dacian Julien Cioloş                                        | 17 ноября 2015  | 4 января 2017 | 2012 | независимый | Чьолош | [ 223 ] [ 224 ] |
| 70         |                                                                                              | Сорин Михай Гриндяну (1973—) рум. Sorin Mihai Grindeanu                                       | 4 января 2017   | 29 июня 2017 | Социал-демократическая партия в коалиции с Альянсом либералов и демократов | 2016 | Гриндяну | [ 225 ] [ 226 ] |
| 71         |                                                                                              | Михай Тудосе (1967—) рум. Mihai Tudose                                                        | 29 июня 2017    | 16 января 2018 | Социал-демократическая партия в коалиции с Альянсом либералов и демократов | 2016 | Тудосе | [ 227 ] [ 228 ] |
| 72         |                                                                                              | Михай-Вьорел Фифор (1970—) рум. Mihai-Viorel Fifor                                            | 16 января 2018  | 29 января 2018 | Социал-демократическая партия в коалиции с Альянсом либералов и демократов | 2016 | Тудосе | [ 229 ] [ 230 ] |
| 70         |                                                                                              | Василика Вьорика Дэнчилэ (1963—) рум. Vasilica Viorica Dăncilă                                | 29 января 2018  | 4 ноября 2019 | Социал-демократическая партия в коалиции с Альянсом либералов и демократов | 2016 | Дэнчилэ | [ 231 ] [ 232 ] |
| 71 (I—II)  |                                                                                              | Лудовик Орбан (1963—) рум. Ludovic Orban                                                      | 4 ноября 2019   | 14 марта 2020 | Национальная либеральная партия | 2016 | Орбан (I) | [ 233 ] [ 234 ] |
| 71 (I—II)  | 14 марта 2020                                                                                | Лудовик Орбан (1963—) рум. Ludovic Orban                                                      | 7 декабря 2020  | Орбан (II) | Национальная либеральная партия | 2016 | | [ 233 ] [ 234 ] |
| и. о.      |                                                                                              | Николае Йонел Чукэ (1967—) рум. Nicolae Ionel Ciucă                                           | 7 декабря 2020  | Орбан (II) | Национальная либеральная партия | 2016 | 23 декабря 2020 | [ 235 ] [ 236 ] |
| 72         |                                                                                              | Флорин Василе Кыцу (1972—) рум. Florin Vasile Cîțu                                            | 23 декабря 2020 | 25 ноября 2021 | Национальная либеральная партия в коалиции с Союзом спасения Румынии, Демократическим союзом венгров Румынии и Партией свободы, единства и солидарности                                                                    | 2020 | Кыцу | [ 237 ] [ 238 ] |
| 73         |                                                                                              | Николае Йонел Чукэ (1967—) рум. Nicolae Ionel Ciucă                                           | 25 ноября 2021  | 12 июня 2023 | Национальная либеральная партия в коалиции с Демократическим союзом венгров Румынии и Социал-демократической партией | 2020 | Чукэ | [ 235 ] [ 236 ] |
| и. о.      |                                                                                              | Кэтэлин Мариан Предою (1968—) рум. Cătălin Marian Predoiu                                     | 12 июня 2023    | 15 июня 2023 | Национальная либеральная партия в коалиции с Демократическим союзом венгров Румынии и Социал-демократической партией | 2020 | Чукэ | [ 215 ] [ 239 ] |
| 74 (I—II)  |                                                                                              | Йон-Марчел Чолаку (1967—) рум. Ion-Marcel Ciolacu                                             | 15 июня 2023    | 23 декабря 2024 | Социал-демократическая партия в коалиции с Национальной либеральной партией | 2020 | Чолаку (I) | [ 240 ] [ 241 ] |
| 74 (I—II)  | 23 декабря 2024                                                                              | Йон-Марчел Чолаку (1967—) рум. Ion-Marcel Ciolacu                                             | 6 мая 2025      | Социал-демократическая партия в коалиции с Национальной либеральной партией и Демократическим союзом венгров Румынии                                         | 2024 | Чолаку (II) | | [ 240 ] [ 241 ] |
| и. о.      |                                                                                              | Кэтэлин Мариан Предою (1968—) рум. Cătălin Marian Predoiu                                     | 6 мая 2025      | 23 июня 2025 | 2024 | Чолаку (II) | Национальная либеральная партия в коалиции с Социал-демократической партией и Демократическим союзом венгров Румынии                        | [ 215 ] [ 242 ] |
| 75         |                                                                                              | Илие Гаврил Боложан (1969—) рум. Ilie Gavril Bolojan                                          | 23 июня 2025    | действующий | 2024 | Национальная либеральная партия в коалиции с Социал-демократической партией, Демократическим союзом венгров Румынии, Союзом спасения Румынии и Парламентской группой национальных меньшинств | Боложан | [ 243 ] [ 244 ] |